# دريس هيميس
دريس هيميس (بالفرنسية: Driss Himmes)‏ (30 سبتمبر 1983 في فرنسا - ) هو لاعب كرة قدم فرنسي في مركز الوسط. لعب مع نادي أرليه أفينيون ونادي كاسي كارنو ونادي مارتيغ وأولمبيك أليس وStade Beaucairois FC ‏.

## وصلات خارجية
- دريس هيميس على موقع رابطة كرة القدم الفرنسية للمحترفين (الإنجليزية)
- دريس هيميس على موقع قاعدة بيانات كرة القدم.إي يو (الإنجليزية)